# Nuklein
Nuklein je kisela tvar u staničnim jezgrama. Otkrio ju je Friedrich Miescher 1869.g. u laboratoriju Felix Hoppe-Seyler na Sveučilištu u Tübingenu. To su bili fosfatom bogati spojeve koje je izolirao iz stanica leukocita.